# Marie Theres Fögen

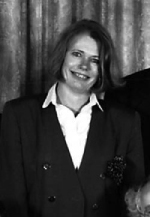
Marie Theres Fögen bei einem Symposium im Dumbarton Oaks (1992)

Marie Theres Fögen (* 10. Oktober 1946 in Lüdinghausen; † 18. Januar 2008 in Zürich) war eine deutsche Juristin und Rechtshistorikerin. Sie lehrte Römisches Recht an der Universität Zürich und war Direktorin des Frankfurter Max-Planck-Instituts für europäische Rechtsgeschichte.

## Lebenslauf
Marie Theres Fögen studierte Rechtswissenschaften an den Universitäten München und Frankfurt. 1970 schloss sie das Studium mit dem Ersten Staatsexamen ab. 1973 wurde sie in Frankfurt als Schülerin von Dieter Simon mit der Arbeit Der Kampf um die Gerichtsöffentlichkeit promoviert. 1975 legte Fögen die Zweite Staatsprüfung ab. Danach wurde sie als Rechtsanwältin zugelassen und blieb zugleich wissenschaftlich tätig. Zunächst war sie fünf Jahre lang Assistentin Simons an der Universität Frankfurt und arbeitete in einem von der DFG finanzierten Forschungsprojekt zur byzantinischen Rechtsgeschichte mit. Zwischen 1980 und 1995 forschte sie als wissenschaftliche Mitarbeiterin am Max-Planck-Institut für europäische Rechtsgeschichte in Frankfurt. Von 1980 bis 1994 unterrichtete Fögen zusätzlich als nebenamtliche Dozentin für Privat- und Wirtschaftsrecht an der EBS Universität für Wirtschaft und Recht in Oestrich-Winkel.
1993 habilitierte sich Marie Theres Fögen am Fachbereich Rechtswissenschaft der Universität Frankfurt mit einer Arbeit zum Verbot der Tätigkeit von Wahrsagern und Astrologen im spätantiken Kaiserreich. Fögen deutet dieses Verbot als Maßnahme zur Durchsetzung eines „kaiserlichen Wissensmonopols“ (so der Untertitel des 1993 erschienenen Buches). Die Kaiser verboten die Tätigkeit von Wahrsagern und Sterndeutern, um die im Reich kursierenden Ideen und Weltanschauungen kontrollieren zu können, indem sie eine „kaiserliche Wissensverwaltung“ (Kapitel VIII 4) etablierten.
Zwei Jahre nach ihrer Habilitation wurde Fögen Professorin für Römisches Recht, Privatrecht und Rechtsvergleichung an der Universität Zürich. 2001 wurde sie außerdem von der Max-Planck-Gesellschaft als Direktorin an das Max-Planck-Institut für europäische Rechtsgeschichte in Frankfurt berufen. Im Herbst 2007 kündigte sie ihren Rücktritt als Direktorin am Max-Planck-Institut aus Gesundheitsgründen zum 31. März 2008 an. Ihre Professur in Zürich behielt Fögen bis zu ihrem Tod im Januar 2008 bei.
Fögen absolvierte Forschungsaufenthalte an der Universität Wien (1979/80) und an der Forschungsbibliothek von Dumbarton Oaks, Washington, D.C. (1993), sowie Gastprofessuren an der École des Hautes Études en Sciences Sociales, Paris, und am Department of History der Harvard University (1995).

## Wissenschaftliches Wirken
Der Schwerpunkt der Forschungen von Marie Theres Fögen lag in der römischen und byzantinischen Rechtsgeschichte. Sie befasste sich zudem in zahlreichen Studien mit der Wissenschaftsgeschichte des Rechts.
Fögen wandte sich gegen die weit verbreitete Vorstellung, aus der Kenntnis des römischen Rechts könnten unmittelbare Nutzanwendungen für das heutige Zivilrecht gewonnen werden. Ihrem Denken widerspricht eine Vorstellung von der Rechtsgeschichte als organische, bestimmten inneren Gesetzmäßigkeiten folgende Entwicklung. Statt einer folgerichtigen, sich logisch entwickelnden römischen Rechtsgeschichte wollte sie viele „Römische Rechtsgeschichten“ (so der Titel eines Buches von 2002, das großes Aufsehen erregte und in mehrere Sprachen übersetzt wurde) erzählen. Für Fögen war eine wissenschaftliche Auseinandersetzung mit dem römischen Recht auch in der Weise möglich, dass seine Geschichte als „Geschichte der Evolution eines sozialen Systems“ verstanden werden kann und rief alle Rechtshistoriker in der Zeitschrift Rechtsgeschichte zur Erforschung auf. Die Idee, die Dogmatik des römischen Rechts könne in die Gegenwart fortgeschrieben werden und die Ansicht, das römische Recht könne zur Grundlage eines neuen gemeineuropäischen Ius Commune werden, bezweifelte sie.
Marie Theres Fögen verstand es, als wissenschaftliche Schriftstellerin die Forschung zur Rechtsgeschichte mit interessanten Ideen anzuregen und zu provozieren.
In seinem Nachruf schreibt Jürgen Kaube (FAZ), in Frankfurt wurde Marie Theres Fögen „zur Schülerin des Byzantinisten Dieter Simon, dessen  polemisch-gelehrtes Stilideal sie in vielen Rezensionen pflegte, die keine Gefangenen machten“. Zum Abschluss heißt es: „Die europäische Rechtsgeschichte hat einen ihrer originellsten und schärfsten Köpfe verloren.“
Nach Uwe Justus Wenzel (NZZ) gelang ihr ein Verbinden von „Gelehrsamkeit, philologischer Akribie und risikofreudiger Interpretation“; er würdigt Marie Theres Fögen als „eine wunderbare Wissenschaftlerin, eine begnadete Universitätslehrerin und eine brillante Autorin“.

## Schriften (Auswahl)
- Der Kampf um die Gerichtsöffentlichkeit (= Schriften zum Prozessrecht (PR), Band 33), Berlin 1974, ISBN 3-428-03034-6.
- Die Enteignung der Wahrsager. Studien zum kaiserlichen Wissensmonopol in der Spätantike. Suhrkamp, Frankfurt am Main 1993, ISBN 3-518-58155-4.
- Hrsg. zusammen mit Ludwig Burgmann, Andreas Schminck, Dieter Simon: Repertorium der Handschriften des byzantinischen Rechts. Die Handschriften des weltlichen Rechts (Nr. 1–327), Frankfurt am Main, 1995. ISBN 978-3-923-61515-5.
- Römische Rechtsgeschichten. Über Ursprung und Evolution eines sozialen Systems. Vandenhoeck & Ruprecht, Göttingen 2002 (italienisch: Bologna 2006), ISBN 3-525-36269-2.
- Rechtsgeschichte – Geschichte der Evolution eines sozialen Systems, in: Rechtsgeschichte 1 (2002), S. 14–19, ISBN 978-3-465-04025-5, online.
- Das Lied vom Gesetz (erweiterte Fassung eines Vortrags am 14. März 2006). Carl Friedrich von Siemens Stiftung, München 2007 (= THEMEN – Veröffentlichungen der Carl Friedrich von Siemens Stiftung, Band 87), ISBN 978-3-938593-07-5, korrigierte ISBN 978-3-938593-07-3.
- Opuscula. Zürich 2009, posthum hrsg. von Andrea Büchler, ISBN 978-3-03751-149-7.